# Atlas Aircraft Corporation
Atlas Aircraft Corporation de Sudáfrica, también conocida como Atlas Aircraft, se constituyó en 1965, como una forma de aprovisionar a la Fuerza Aérea Sudafricana (SAAF) debido a la creciente presión internacional en contra de la política de apartheid y que se materializa en un embargo de armas tras la Resolución 418 del Consejo de Seguridad de las Naciones Unidas.

## Historia
Tras su constitución, en 1968 es reorganizada tras quedar bajo el control del Armscor (Armaments Corporation of South Africa), un conglomerado de gobierno con el objetivo de la producción de armamento para la defensa del país.

### Primeras licencias
En 1964 Sudáfrica obtiene la licencia para la fabricación del Aermacchi MB-326, de rol entrenador y ataque a tierra. Una vez instalada la fábrica, en 1966 inician la producción del avión, bajo la designación Atlas Impala Mk I. Su producción alcanzó los 125 ejemplares.
En 1974 inician la producción del Atlas Impala Mk II, una versión monoplaza.

### Ampliación de la línea
Antes de 1977 la SAAF logra aprovisionarse de numerosos Aerospatiale SA-330 Puma y sus repuestos. Este año es realizado un segundo embargo de armas, y a partir de esto se inician sucesivas modernizaciones de este.
Debido a la mayor tensión por la Guerra de la frontera de Sudáfrica, se necesitaba un avión moderno capaz de enfrentar a los MiG-23. Sudáfrica recurre a modernizar sus Mirage III y que tras sus modificaciones se denomina Atlas Cheetah.
En 1986 se inicia la producción de un helicóptero similar al Puma, aunque con elementos del Aerospatiale SA-332 Super Puma, que fue desarrollado por transacciones secretas entre Francia, Portugal y Sudáfrica, el cual es denominado Atlas Oryx.
A inicios de la década de 1990, auspició el proyecto Rooivalk, sin embargo, la fabricación fue llevada a cabo por su sucesora Denel.

## Algunos aviones Atlas
- Atlas Cheetah, construido en 1988.
- Atlas Impala, construido en 1965.